# 劉紹 (劉宋)
庐陵昭王劉紹（432年—452年12月24日），字休胤，庐陵孝献王劉义真養子。是宋文帝劉义隆第五子，母高修仪。

## 生平
元嘉九年十二月庚寅（433年1月26日），劉紹被封为庐陵王，食邑二千户，過繼予庐陵孝献王劉义真。元嘉二十年二月庚辰（443年3月25日），任南中郎将、江州刺史。元嘉二十二年（445年），加任都督江州、豫州之晋熙、西阳、新蔡三郡诸军事。元嘉二十六年七月辛未（449年8月11日），改任左将军、南徐州刺史。同年十月甲辰（11月12日），改任扬州刺史。
元嘉二十九年十一月壬寅（452年12月24日），劉紹去世，得年二十一岁，谥曰昭。劉紹无子，以南平穆王劉鑠第三子劉敬先为嗣。